# ГЕС Блошен
ГЕС Блошен – гідроелектростанція у центральній частині Швеції. Розташована після малої ГЕС Sippmikk (3,5 МВт) та перед ГЕС Junsterforsen, входить до складу каскаду на річці Факсельвен, правій притоці Онгерманельвен, яка впадає в Ботнічну затоку Балтійського моря за півтори сотні кілометрів на південний захід від Умео. 
В межах проекту на виході річки з озера Блошен (третє за глибиною в Швеції з показником 144 метри) звели греблею висотою 10 метрів. Під час роботи ГЕС у цій водоймі може відбуватись коливання рівня між позначками 422,7 та 436 метрів НРМ, чому відповідає площа поверхні від 28 до 43 км2.
Від озера прокладено дериваційний тунель до розташованого за 5,8 км підземного машинного залу. Останній обладнали однією турбіною типу Френсіс потужністю 60 МВт, яка при напорі 90 метрів забезпечує виробництво 201 млн кВт-год електроенергії на рік.
Відпрацьована вода через відвідний тунель довжиною 0,4 км та наступний канал довжиною 0,3 км потрапляє у розташоване на Факсельвен озеро Йормшен.